# Glamour
Glamour (engelsk: The Bold and the Beautiful) er en amerikansk tv-serie, der i øjeblikket kører på 34. år i USA og 31. år i Danmark. Serien debuterede i 1987 på CBS i USA, og i 1990 debuterede den på Kanal 2 i Danmark. Siden blev den vist på TV Danmark, TvDanmark 2, TV Danmark igen, Kanal 4 (indtil november 2011) og (siden marts 2012) Canal 9.

## Handling
Serien er et klassisk eksempel på en sæbeopera. Serien omhandler de to konkurrerende modefirmaer Forrester og Spectra. Derudover handler serien også om de to familiers indbyrdes intriger.

## Produktion
I både USA og Danmark vises der et nyt afsnit hver dag (bortset fra weekender), dog er Danmark et par år bagud, i forhold til USA. 

## Popularitet
Glamour var da serien var på sit højeste et af Kanal 4's mest sete programmer, men tilslutningen er konstant faldende[kilde mangler]. Det er også den udenlandske TV-serie der er blevet vist i længst tid i Danmark[kilde mangler], og den slår endda Beverly Hills 90210[kilde mangler]. Serien er dog også ofte blevet kritiseret for at være kedelig og have mangel på action i forhold til serier i samme genre som Horton-sagaen og Melrose Place[kilde mangler]. Danmark og Italien er de to lande hvor serien nåede størst udenlandsk popularitet[kilde mangler], og derfor har de to lande også fået mindre roller i selve serien, da Bridget Forrester f.eks. studerer i København, og da Italien ofte er værtsland for Forresters modeshows[kilde mangler].

## Personer
Forrester familien er hovedpersonerne i serien. Familien består af Eric Forrester og Stephanie Forrester der grundlagde familiefirmaet. De har sønnerne Ridge Forrester og Thorne Forrester og døtrene Kristen Forrester og Felicia Forrester. Alle er involveret i modebranchen. 